# Listă de filme cu monștri
Aceasta este o listă de filme cu monștri:
| Nume                             | Anul premierei | Monștri                         | Ref.   |
| -------------------------------- | -------------- | ------------------------------- | ------ |
| 90210 Shark Attack               | 2014           | Shark                           | [ 1 ]  |
| Achoura                          | 2014           | Grine                           | [ 2 ]  |
| Alien                            | 1979           | Xenomorph                       | [ 3 ]  |
| Alien 3                          | 1992           | Xenomorph                       | [ 3 ]  |
| Alien Outpost                    | 2014           | Alien                           | [ 4 ]  |
| Alien Resurrection               | 1997           | Xenomorph                       | [ 3 ]  |
| Aliens                           | 1986           | Xenomorph                       | [ 3 ]  |
| Andhera                          | 1980           | Cats                            | [ 5 ]  |
| Animal                           | 2014           | Werewolf                        | [ 6 ]  |
| A Quiet Place                    | 2018           | Alien                           | [ 7 ]  |
| Attack of the Giant Leeches      | 1959           | Giant leeches                   | [ 8 ]  |
| Avenged                          | 2013           | Crows                           | [ 9 ]  |
| The Babadook                     | 2014           | Ghoul                           | [ 10 ] |
| Backcountry                      | 2014           | Bear                            | [ 11 ] |
| Bait 3D                          | 2012           | Sharks                          | [ 12 ] |
| Bigfoot: The Movie               | 2015           | Sasquatch                       | [ 13 ] |
| Blood of the Tribades            | 2016           | Vampires                        | [ 14 ] |
| Blood Ransom                     | 2014           | Vampires                        | [ 15 ] |
| Blood Redd                       | 2014           | Canine                          | [ 16 ] |
| Charles Bronson vs. The Golem    | 2015           | Golem                           | [ 17 ] |
| Cloverfield                      | 2008           |                                 | [ 18 ] |
| Cold Ground                      | 2015           | Beast of Gévaudan               | [ 19 ] |
| Creature Feature                 | 2014           | Werewolves                      | [ 20 ] |
| Critters                         | 1986           | Aliens                          | [ 21 ] |
| Crying Wolf 3D                   | 2015           | Werewolf, wolves                | [ 22 ] |
| Cub                              | 2013           | Feral child                     | [ 23 ] |
| Cute Little Buggers 3D           | 2014           | Rabbit                          | [ 24 ] |
| Daimajin                         | 1966           | Daimajin                        | [ 25 ] |
| Darker Than the Night            | 2014           | Cats                            | [ 26 ] |
| Darkness                         | 1993           | Bats, vampires                  | [ 27 ] |
| Dead Meat                        | 1988           | Zombiefied cows                 | [ 28 ] |
| Digging up the Morrow            | 2014           | Ghoul                           | [ 29 ] |
| The Dooms Chapel Horror          | 2015           | Demons, ghoul                   | [ 30 ] |
| Dreadtime Stories                | 2014           | Ghoul                           | [ 31 ] |
| Event Horizon                    | 1997           | Possessed spaceship             | [ 32 ] |
| Exists                           | 2014           | Bigfoot                         | [ 33 ] |
| Extinction                       | 2014           | Tyrannosaurus Rex               | [ 34 ] |
| The Fiancé                       | 2015           | Bigfoot                         | [ 35 ] |
| The Fly                          | 1958           | Mutant man, spiders             | [ 36 ] |
| The Fly                          | 2016           | Mutant man                      | [ 37 ] |
| Frankenstein Created Bikers      | 2015           | Frankenstein's monster          | [ 38 ] |
| From the Dark                    | 2014           | Far darrig                      | [ 39 ] |
| Frostbiter: Wrath of the Wendigo | 1996           | Wendigo                         | [ 40 ] |
| Gamera, the Giant Monster        | 1965           | Gamera                          | [ 41 ] |
| Gehenna                          | 2016           | Ghoul                           | [ 42 ] |
| Ghoul                            | 2014           | Ghoul                           | [ 43 ] |
| Godzilla                         | 1954           | Godzilla                        | [ 44 ] |
| Godzilla                         | 2014           | Godzilla, MUTOs                 | [ 45 ] |
| The Grey                         | 2011           | Wolves                          | [ 46 ] |
| Helen Keller vs. Nightwolves     | 2015           | Werewolf, bats                  | [ 47 ] |
| Hyena                            | 2014           | Hyena                           | [ 48 ] |
| ID Forever                       | 2016           | Aliens                          | [ 49 ] |
| In the Deep                      | 2016           | Sharks                          | [ 50 ] |
| Independence Day                 | 1996           | Aliens                          | [ 51 ] |
| Independence Day: Resurgence     | 2016           | Aliens                          | [ 51 ] |
| Infernal                         | 2015           | Ghoul                           | [ 52 ] |
| Insectula                        | 2015           | Giant spider, insectoid         | [ 53 ] |
| Into the Deep                    | 2015           | Sharks                          | [ 54 ] |
| Into the Grizzly Maze            | 2014           | Grizzly bear                    | [ 55 ] |
| Invaders from Mars               | 1986           | Aliens                          | [ 56 ] |
| It Came From the Desert          | 2015           | Ants                            | [ 57 ] |
| Jaani Dushman                    | 1979           | Snakes                          | [ 5 ]  |
| Jinn                             | 2014           | Jinn                            | [ 58 ] |
| Jurassic City                    | 2015           | Dinosaurs; Tyrannosaurus Rex    | [ 59 ] |
| Killer Shark                     | 1950           | White shark                     | [ 60 ] |
| Khooni Panja                     | 1991           | Ghoul                           | [ 5 ]  |
| Lake Effect                      | 2015           | Yeti                            | [ 61 ] |
| Lake Placid vs. Anaconda         | 2015           | Crocodile and anaconda          | [ 62 ] |
| The Leviathan                    | 2015           | Leviathan                       | [ 63 ] |
| Love in the Time of Monsters     | 2015           | Bigfoot                         | [ 64 ] |
| Moby Dick                        | 1930           | Moby Dick                       | [ 60 ] |
| The Monster Club                 | 1981           | Vampires, Shadmock, ghouls      | [ 65 ] |
| Monster in the Closet            | 1986           | Boogeyman                       | [ 66 ] |
| Predator                         | 1987           | Alien                           | [ 67 ] |
| The Predator                     | 2018           | Aliens                          | [ 68 ] |
| Pumpkinhead                      | 1988           | Demon                           | [ 69 ] |
| The Night Watchmen               | 2015           | Bats, vampire                   | [ 70 ] |
| The Sea Bat                      | 1930           | Manta ray                       | [ 60 ] |
| The Sea Beast                    | 1926           | Sperm whale                     | [ 71 ] |
| Tiger Shark                      | 1932           | Tuna                            | [ 60 ] |
| Nightlight                       | 2014           | Wolves                          | [ 72 ] |
| The Pit                          | 1981           | Troglodyte                      | [ 73 ] |
| The Pyramid                      | 2014           | Anubis                          | [ 74 ] |
| Rats: Night of Terror            | 1984           | Rats                            | [ 75 ] |
| Sexcula                          | 2014           | Vampires, bats                  | [ 76 ] |
| Sharp Fangs in the Forest        | 1986           | Giant man-eating crocodile      | [ 77 ] |
| SilverHide                       | 1977           | Werewolf                        | [ 78 ] |
| Unnatural                        | 2015           | Polar bears                     | [ 79 ] |
| Vampirella                       | 1996           | Vampire                         | [ 80 ] |
| V/H/S                            | 2012           | Zombies, demons, Glitch, aliens | [ 81 ] |
| What We Do in the Shadows        | 2014           | Bats, vampires                  | [ 82 ] |
| Willow Creek                     | 2013           | Sasquatch                       | [ 83 ] |
| Wind Walkers                     | 2015           | Vampires, bats                  | [ 84 ] |
| WolfCop                          | 2014           | Werewolf                        | [ 85 ] |
| Wolves                           | 2014           | Werewolf                        | [ 86 ] |
| Zombieworld                      | 2015           | Genetically modified apes       | [ 87 ] |

## Vezi și
- Listă de filme cu monștri giganți